# سامی کهلی
سامی کهلی (انگلیسی: Samy Kehli؛ زادهٔ ۲۷ ژانویهٔ ۱۹۹۱) بازیکن فوتبال اهل فرانسه است.
از باشگاه‌هایی که در آن بازی کرده‌است می‌توان به باشگاه فوتبال متس اشاره کرد.